# Joseph Parry
Joseph Parry (Merthyr Tydfil, 21 maggio 1841 – Penarth, 17 febbraio 1903) è stato un compositore, musicista e docente gallese, noto soprattutto per essere l'autore di Myfanwy e Aberystwyth. Parry fu anche il primo gallese a comporre un'opera; la sua composizione, Blodwen, fu la prima opera in lingua gallese.
Nato in una grande famiglia, Parry lasciò la scuola per lavorare nelle miniere di carbone locali quando aveva nove anni. Poi andò a lavorare alla Cyfarthfa Ironworks, dove era anche impiegato suo padre. Nel 1854 la famiglia emigrò negli Stati Uniti, stabilendosi a Danville, in Pennsylvania, dove Parry trovò di nuovo impiego in una fabbrica di ferro.
Sebbene Parry avesse un grande interesse per la musica, non ebbe l'opportunità di studiarla fino a quando non ci fu una chiusura temporanea delle Rough and Ready Iron Works. Alcuni dei suoi collaboratori erano anche musicisti e offrivano lezioni di musica mentre la fabbrica di ferro era chiusa. Parry entrò in un corso di lettura della musica tenuto da uno degli uomini. Continuò a studiare armonia con un altro collega e imparò a leggere e scrivere mentre imparava l'armonia.
Parry iniziò presto a presentare composizioni al Festival di Eisteddfod nel Galles e negli Stati Uniti e vincere premi. Durante una visita di ritorno in Galles per il National Eisteddfod a Llandudno, a Parry furono offerte due borse di studio musicali, ma non fu in grado di accettare a causa di obblighi familiari. Fu creato un fondo per il sostegno di Parry e della sua famiglia mentre studiava musica.
Parry conseguì poi un dottorato in musica presso l'Università di Cambridge; fu il primo gallese ad aver conseguito la laurea e il dottorato in musica presso l'Università. Tornò in Galles nel 1874 per diventare il primo professore di musica all'Università di Aberystwyth, accettando in seguito una posizione presso l'Università di Cardiff.

## Biografia

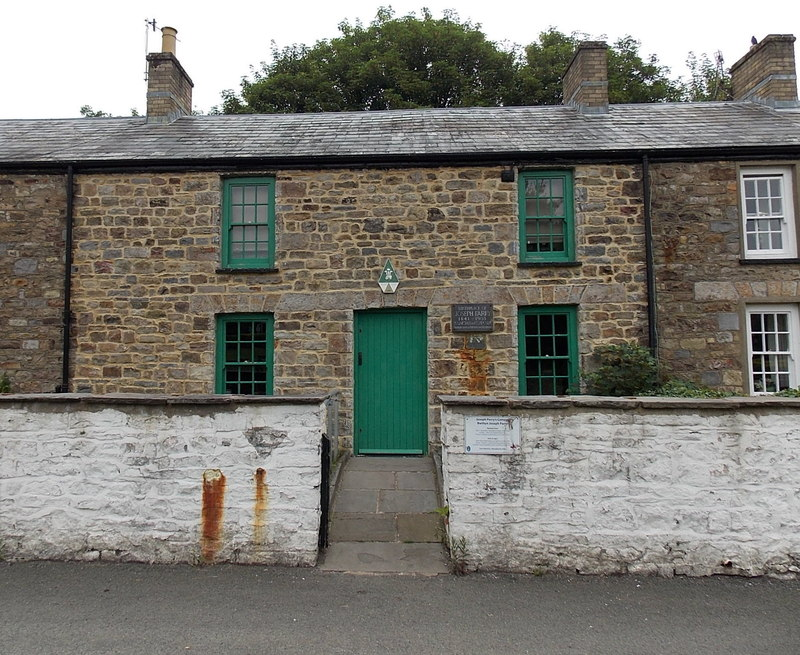
Il Cottage di Joseph Parry, 4 Chapel Row, Merthyr Tydfil, casa Natale di Parry

### Primi anni
Parry nacque a Merthyr Tydfil nel 1841, settimo degli otto figli di Daniel e Elizabeth Parry (nata Richards). La famiglia era portata per la musica, con tutti i membri della famiglia che cantavano nel coro della cappella. La madre di Parry, che si esibiva nelle funzioni ecclesiastiche, era ricordata per la sua bella voce; due delle sorelle di Parry, Elizabeth e Jane e un fratello, Henry, guadagnarono un certo rilievo negli Stati Uniti come cantanti. Lasciò la scuola all'età di nove anni per lavorare nelle miniere in quanto la famiglia aveva bisogno di un reddito. Il giovane Parry lavorava in miniera per una settimana di 56 ore per dodici pence e mezzo.All'età di 12 anni Parry lavorava presso i fornaci di puddellaggio della ditta Cyfarthfa Ironworks, dove lavorava anche suo padre.
Il padre di Parry, Daniel, emigrò negli Stati Uniti nel 1853; il resto della famiglia lo seguì nel 1854. Come suo padre e suo fratello, Parry divenne un lavoratore presso la Rough and Ready Iron Works a Danville, in Pennsylvania. Danville aveva una grande comunità gallese e si impegnò a rafforzare la cultura gallese a livello locale, frequentando la Cappella della Congregazione e la scuola domenicale. Parry servì anche come organista per la Mahoning Presbyterian Church a Danville; l'organo che suonava è ancora in servizio. Sebbene avesse cantato in cori di chiese in Galles e negli Stati Uniti, Parry non ricevette lezioni regolari di musica fino all'età di 17 anni e visse a Danville.
L'opportunità per Parry di studiare musica avvenne sotto forma di una chiusura temporanea della fabbrica di ferro in cui era impiegato. Parry ebbe la fortuna di diventare amico di tre compagni di lavoro che erano anche musicisti. Durante i periodi di riposo, i tre spesso cantavano. Parry dapprima ascoltava con interesse, entrando più tardi. Uno degli uomini iniziò un corso di musica a prima vista mentre il lavoro nella fabbrica di ferro era fermo; Parry si unì a questa classe e divenne un buon lettore a prima vista. Il suo interesse per l'armonia gli fece desiderare di studiare anche questa. Uno dei suoi altri collaboratori accettò di prendere Parry come allievo. Il giovane Parry non sapeva leggere o scrivere quando iniziò gli studi sull'armonia. L'insegnante pazientemente mescolava le lezioni di lettura con i principi dell'armonia e Parry divenne rapidamente divenne abile in entrambi; l'insegnante spesso aveva difficoltà a tenere il passo del suo allievo. Durante questo periodo Parry imparò anche a suonare l'armonium.

### Ritorno in Galles

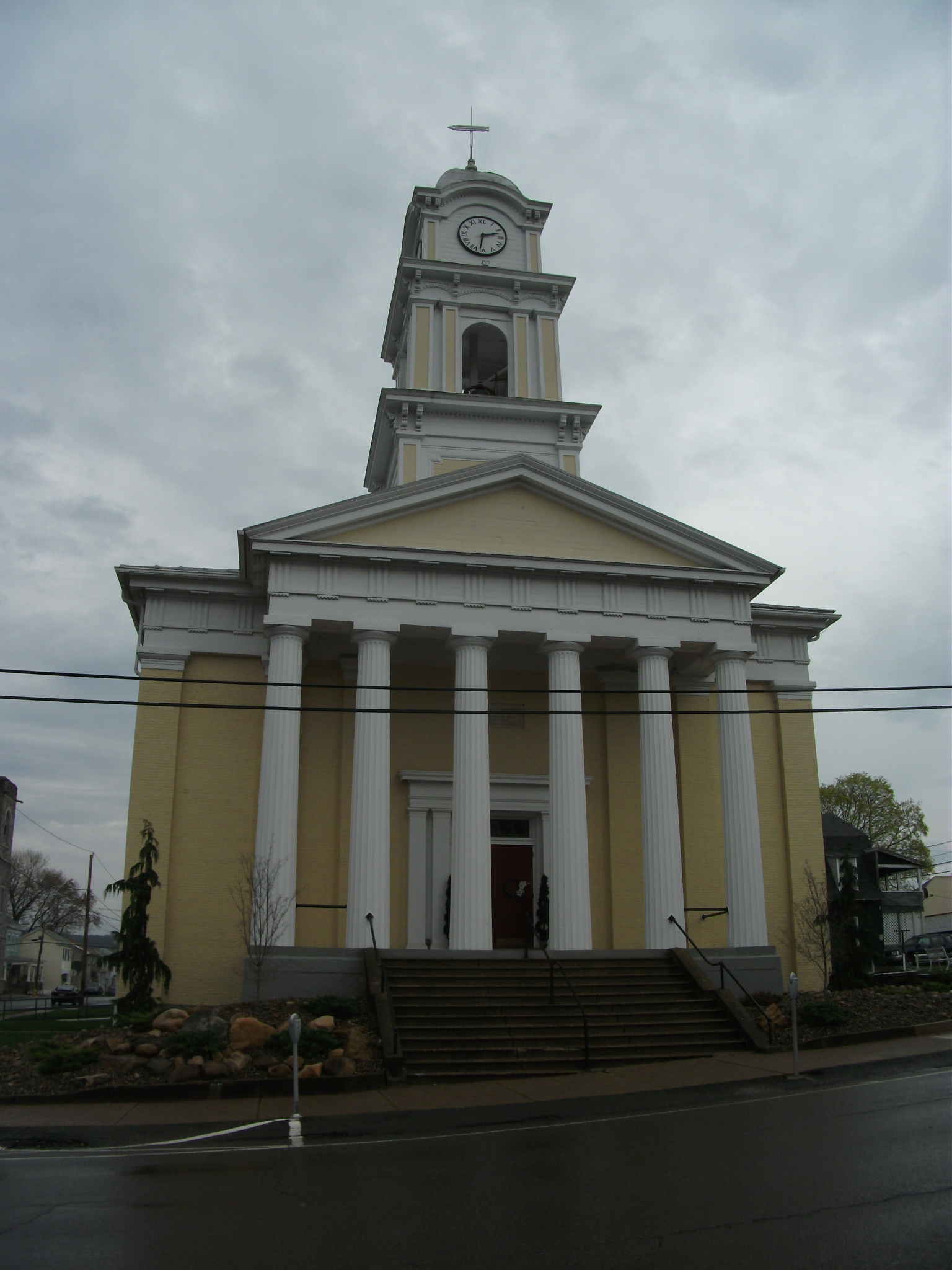
Mahoning Presbyterian Church a Danville, dove Parry suonava l'organo

Parry gareggiò nell'Eisteddfod di Utica nel 1861 e vinse il primo premio per Temperance Vocal March. Curioso di come la sua musica sarebbe stata accolta nel suo nativo Galles, nel 1864 inviò un inno al National Eisteddfod del Galles a Llandudno. I giudici gli assegnarono il primo premio, credendo che fosse un musicista professionista. Nel 1865 Parry di nuovo preparò un contributo, ma questa volta partecipò al concorso di Aberystwyth. L'inno di Parry fu perso nella posta, quindi non fu possibile giudicare. Gli fu però assegnato un posto nel gorsedd (trono) ed il nome bardico "Pencerdd America" ("Primo Musicista d'America").
Durante questa visita, Parry e i suoi amici che lo avevano accompagnato in Galles percorsero il paese dando concerti delle opere di Parry. Furono ben accolti in tutto il paese. A Parry fu offerta l'opportunità di studiare per un anno con il dott. Davies di Swansea, per poi continuare con una borsa di studio della Royal Academy of Music. Dovette rifiutare entrambe le offerte poiché aveva una moglie e un figlio negli Stati Uniti che dipendevano da lui per il mantenimento. Nel 1865 il talento musicale di Parry era diventato famoso nel Galles e negli Stati Uniti. Fu istituito un fondo per sostenere Parry e la sua famiglia mentre studiava musica; pervennero donazioni da entrambi i paesi. Parry aiutò la propria causa dando concerti in Pennsylvania, New York e Ohio.
Nell'agosto del 1868 Parry e la sua famiglia arrivarono in Inghilterra, dove iniziò uno studio di tre anni presso la Royal Academy of Music sotto William Sterndale Bennett e Manuel Garcia. Durante il suo ultimo anno di studi alla Royal Academy, Parry apparve davanti alla Regina Vittoria tre volte, ogni volta per sua richiesta speciale. La Regina faceva un'altra richiesta a Parry ogni volta che appariva: che eseguisse solo opere che lui aveva composto. Nel 1871 Bennett convinse Parry ad entrare all'Università di Cambridge per una laurea in musica. Mentre era a Cambridge, Parry divenne il primo gallese a prendere sia il MusB che il MusD. Dopo aver conseguito la laurea, Parry e la sua famiglia tornarono a Danville, dove gestì una scuola di musica per i successivi tre anni. Quando la Aberystwyth University istituì una cattedra per la musica, fu offerta a Parry; trasferì la sua famiglia in Galles, diventando il primo professore di musica dell'università.

### Professore e Dottore di Musica
Parry lavorò ad Aberystwyth dal 1874 al 1881. Oltre ai suoi doveri universitari, Parry viaggiava frequentemente come giudice e dirigendo concerti delle sue composizioni. Ricevette il suo dottorato a Cambridge nel 1878. All'epoca era richiesto a un candidato di comporre un oratorio breve e di far eseguire pubblicamente il lavoro; il metodo normale era di far eseguire l'oratorio a uno dei cori della cappella del college. Ma Parry ottenne i servigi di molti cantanti gallesi; 100 fecero il viaggio fino a Cambridge per l'oratorio di Parry. Quando Parry lasciò il suo posto alla Aberystwyth University nel 1880 aprì la sua accademia di musica nella città.
Nel 1881 la famiglia Parry lasciò Aberystwyth per Swansea, dove Parry divenne organista alla Ebenezer Chapel ed era a capo di un college musicale da lui fondato. Quando gli fu offerta una cattedra all'Università di Cardiff nel 1888, Parry e la sua famiglia si trasferirono nella vicina città di Penarth. Tenne conferenze e insegnò all'università ed era conosciuto come "Y Doctor Mawr" ("Il grande dottore"). Parry accettò anche una posizione come organista nella Christ Church Congregational Church a Penarth.
Parry divenne un candidato per il posto di preside della Guildhall School of Music nel 1896; il posto vacante era dovuto alla morte di Sir Joseph Barnby. Funzionari della città di Cardiff, colleghi e studenti dell'università di Cardiff, così come gli ex insegnanti di Parry scrissero lettere al Comitato della Scuola di Musica a sostegno della sua elezione alla carica. C'erano 38 candidati per la posizione; il campo si ridusse a due candidati attraverso una serie di voti da parte della Court of Common Council. Parry non fu più considerato dopo il primo giro di riduzioni. Rimase all'università e continuò il suo lavoro come giudice di Eisteddfod, direttore d'orchestra del Cymanfa Ganu e come esecutore e docente in tutto il Galles e gli Stati Uniti fino al momento della sua morte.

### Vita privata e personalità

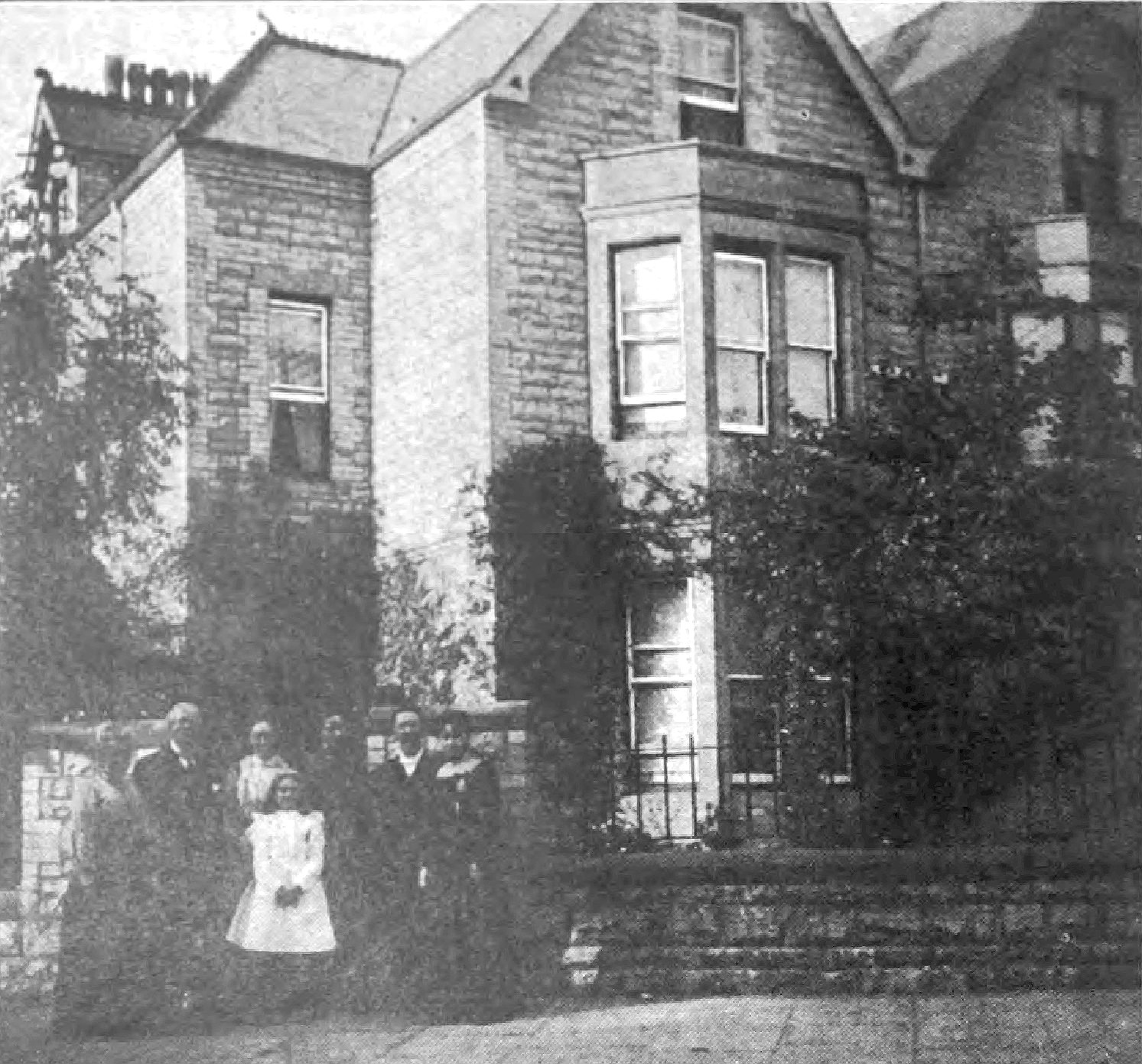
Parry è la sua famiglia di fronte alla loro casa a Penarth

Nel 1861 Parry sposò Jane Thomas. Era figlia di immigrati gallesi e sorella di Gomer Thomas, che pubblicò molte delle prime composizioni di Parry. La coppia ebbe tre figli e due figlie. I bambini più grandi nacquero quando la famiglia viveva ancora a Danville; solo il figlio minore di Parry nacque in Galles. Due dei tre figli di Parry morirono dopo che la famiglia si fu trasferita a Penarth. Il figlio minore di Parry, William, morì nel 1892; il maggiore, Joseph Haydn, morì due anni dopo. Benché tutti i figli di Parry si dice che avessero talento musicale, solo il suo maggiore, Joseph Haydn, seguì le orme del padre come compositore e insegnante.
Più tardi, nel 1894, Parry e sua moglie speravano che un viaggio negli Stati Uniti li avrebbe aiutati ad alleviare parte della tristezza per la morte dei loro due figli. Parry visitò gli Stati Uniti l'ultima volta per una tournée di concerti vocali nel 1880. Sebbene i Parry stessero facendo un viaggio in famiglia, pensò che avrebbe dovuto essere disponibile al pubblico durante la visita, dal momento che molte persone negli Stati Uniti lo avevano aiutato economicamente quando studiava musica in Inghilterra.
Parry chiese a un vecchio amico di avvisare la comunità gallese negli Stati Uniti che sarebbe andato in visita e, se lo avessero desiderato, avrebbe fatto il giudice all'eisteddfod, tenuto una conferenza o diretto il cymanfa ganu. La comunità avrebbe potuto organizzare la visita di Parry contattando il Rev. Thomas Edwards di Edwardsville, in Pennsylvania. Parry e la sua famiglia visitarono molte città e paesi negli Stati Uniti orientali e furono accolti calorosamente ovunque andassero. Tenne quelli di Cardiff informati dei suoi viaggi tramite lettere al The Western Mail che venivano stampate dal giornale. L'ultimo viaggio di Parry negli Stati Uniti nel 1898 comprendeva una visita a Salt Lake City, dove giudicò il terzo eisteddfod di Salt Lake che si teneva nel Mormon Tabernacle. Il suo ultimo lavoro importante, un'opera intitolata The Maid of Cefn Ydfa, fu presentata al Grand Theatre di Cardiff alla fine di dicembre del 1902.
Parry era conosciuto come un uomo religioso e un gran lavoratore sia per i lavori in ferro che per la sua arte. Nonostante il suo riconoscimento in Galles e negli Stati Uniti, non era un uomo ricco. Aveva poca attitudine per gli affari. Con il suo permesso, un comitato dei suoi amici gestiva i suoi affari, con Parry che creava composizioni e i suoi amici che si occupavano delle pubblicazioni. Dato che le sue composizioni erano basate principalmente su argomenti gallesi, molti amici di Parry credevano che sarebbe stato a suo vantaggio essersi stabilito a Londra, dove c'erano più esperienze cosmopolite da cui trarre ispirazione. Nel 1859 Parry e la sua famiglia divennero cittadini degli Stati Uniti; era ugualmente orgoglioso di essere un gallese e un cittadino degli Stati Uniti.
David Jenkins, che era studente e assistente di Parry ad Aberystwyth, lo descriveva come impulsivo e incapace di criticare le proprie opere, troppo irregolare per essere un buon direttore e troppo impaziente per tutti tranne che per gli studenti avanzati, ma con un entusiasmo fanciullesco, specialmente per la musica. Sir Alexander Mackenzie, che lavorò anch'egli con Parry, notò il suo grande entusiasmo e lo descrisse come un uomo di grande abilità musicale.

### Morte
Circa due settimane prima della sua morte, Parry si ammalò improvvisamente. La condizione medica era abbastanza seria da giustificare un intervento chirurgico. Fu eseguita un'operazione e ci si attendeva un recupero completo. Alcuni giorni dopo l'intervento, fu necessario eseguire una seconda operazione a causa di complicazioni. Parry sviluppò una febbre alta per avvelenamento del sangue pochi giorni dopo il secondo intervento chirurgico. Ci fu un leggero miglioramento, ma Parry continuò ad avere ricadute e divenne sempre più debole. Parry, che aveva pianificato un tour in Australia e negli Stati Uniti per il 1904, giaceva nel suo letto di ammalato quando The Maid of Cefn Ydfa fu sottoscritto per l'esecuzione di tre compagnie d'opera; non poté mai sentirsi annunciare la buona notizia. Parry morì nella sua casa di Penarth il 17 febbraio 1903. La sua ultima composizione fu scritta durante la sua ultima malattia, un omaggio a sua moglie Jane, intitolata Dear Wife.
Almeno 7000 persone provenienti da tutte le parti del paese si riunirono a Penarth per il funerale di Joseph Parry. Si misero in fila sul percorso dalla casa di Parry a Christ Church, dove la famiglia andava a pregare e al sagrato di Sant'Agostino. Oltre alla sua famiglia ed ai suoi amici parteciparono funzionari della città di Cardiff, docenti e studenti dell'università di Cardiff, rappresentanti del National Eisteddfod e molti membri di vari cori in tutto il Galles. Anche i ministri di varie confessioni facevano parte di coloro che si erano riuniti per rendere omaggio a Parry. Fu sepolto sul lato nord del sagrato di Sant'Agostino, a Penarth. Il monumento di Parry è una colonna di marmo sormontata da una lira con sette corde, con le corde che rappresentano i membri della famiglia di Parry. Due delle sette corde della lira sono rotte per rappresentare la morte dei suoi due figli che erano morti prima di Parry.
Poco dopo la sua morte fu creato un fondo nazionale a nome di Parry. Questo aveva lo scopo di fornire supporto alla sua vedova, Jane, attraverso una rendita annuale; tutti i fondi rimanenti dopo la morte di Jane dovevano essere utilizzati per fornire una borsa di studio nazionale per la musica intitolata a Parry.

## Composizioni e altri lavori

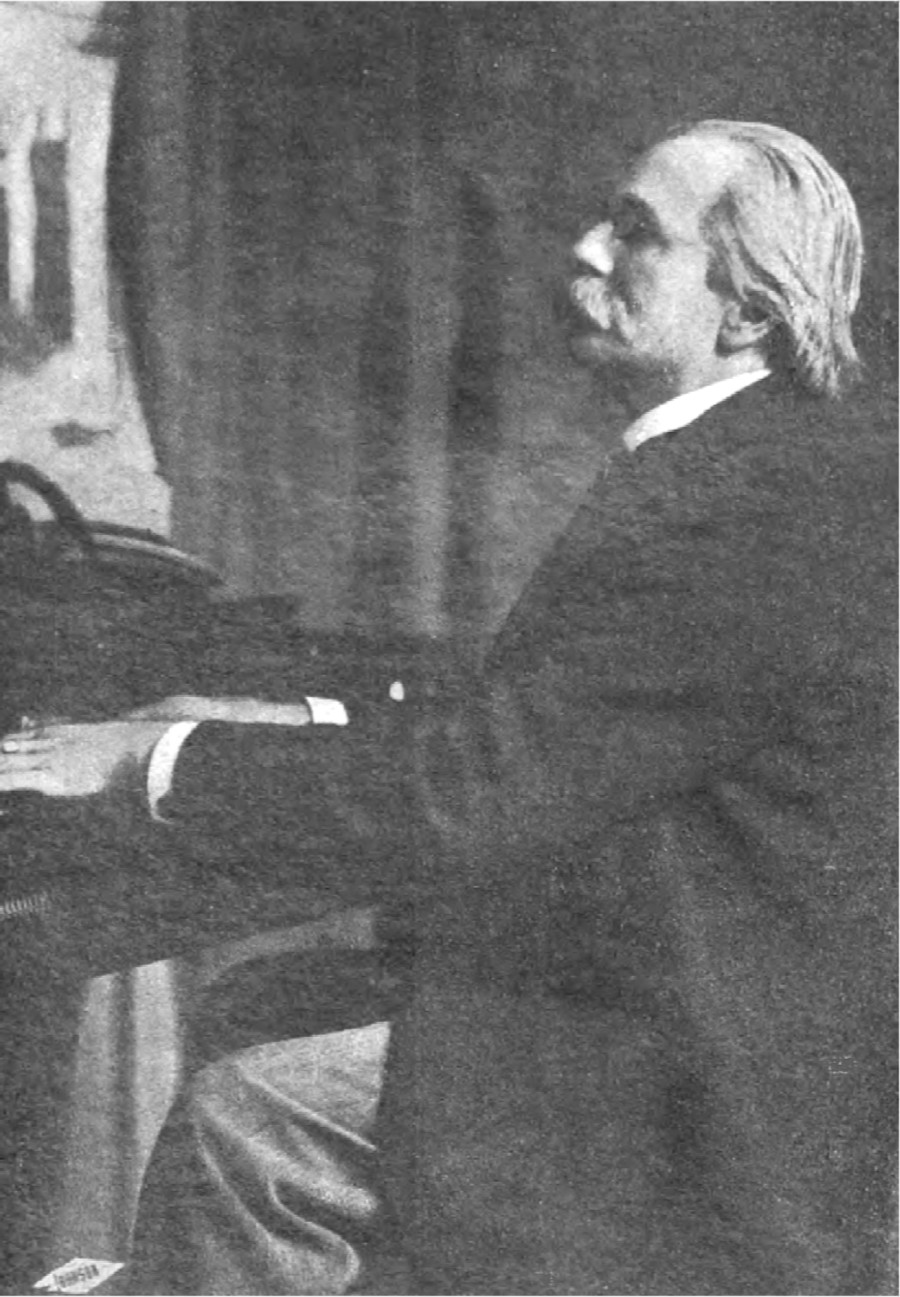
Parry nei suoi ultimi anni

Parry era un compositore prolifico; uno dei suoi primi lavori, My Childhood Dreams, fu pubblicato mentre viveva a Danville. Nonostante la sua predilezione per la composizione, la maggior parte delle sue opere più importanti non ebbe un successo commerciale. Il suo oratorio, Saulo di Tarso, fu commissionato per il National Eisteddfod di Rhyl nel 1892 ed ebbe un certo successo. Parry ed altri lo consideravano il suo miglior lavoro; il problema con l'oratorio era che era difficile da eseguire e che la partitura della composizione era di 305 pagine.
Si ritiene che Parry abbia composto 27 lavori completi, tra cui dieci opere, cinque cantate e due oratori, oltre a innumerevoli canzoni e inni. Entro il 1890 Parry era sufficientemente noto e gli fu chiesto di produrre molte delle sue opere su commissione. Trattò con una varietà di editori per alcune delle sue opere, mentre altre le pubblicò lui stesso. Parry pubblicò in proprio la sua opera, Blodwen, ma le ragioni di questo non sono chiare. Sembra che il 1890 sia l'anno in abbia pubblicato di meno in proprio. Parte della ragione di ciò potrebbe essere stata la perdita delle sue lastre da stampa nell'incendio del Western Mail del 1893.
Durante la vita di Parry, molte delle sue opere rimasero inedite; gli scaffali del suo studio contenevano pile di manoscritti. Un amico di Parry parlò con lui della possibilità di perdere tutti i suoi manoscritti in caso di incendio e gli suggerì di avere una cassaforte per conservare i suoi manoscritti. Quando Parry rispose che non poteva permettersi di acquistare una cassaforte, l'amico gliene diede una in regalo. Oltre 100 anni dopo la sua morte, uno dei suoi lavori sconosciuti, Te Deum, fu scoperto per caso negli archivi della National Library of Wales.
Dopo la morte di Parry, la Welsh Congregational Church cercò di acquistare i diritti d'autore di tutte le opere di Parry e di pubblicarle. La chiesa riuscì ad ottenere il copyright di Aberystwyth e più di 60 altri inni scritti da Parry. Nel 1916 la vedova di Parry, Jane, vendette i diritti di tutte le opere di cui Parry possedeva i diritti d'autore a Snell and Sons, editori musicali, per £ 1150.

### Aberystwyth
La musica, scritta da Parry, fu pubblicata per la prima volta nel 1879 da Stephen e Jones in Ail Lyfr Tonau ac Emynau (in italiano: Secondo libro di Melodie ed Inni). Era abbinato alle parole di Charles Wesley, "Gesù, che ami la mia anima" e cantato per la prima volta nella chiesa congregazionista inglese di Portland Street ad Aberystwyth, dove Parry lavorava come organista.

### Blodwen

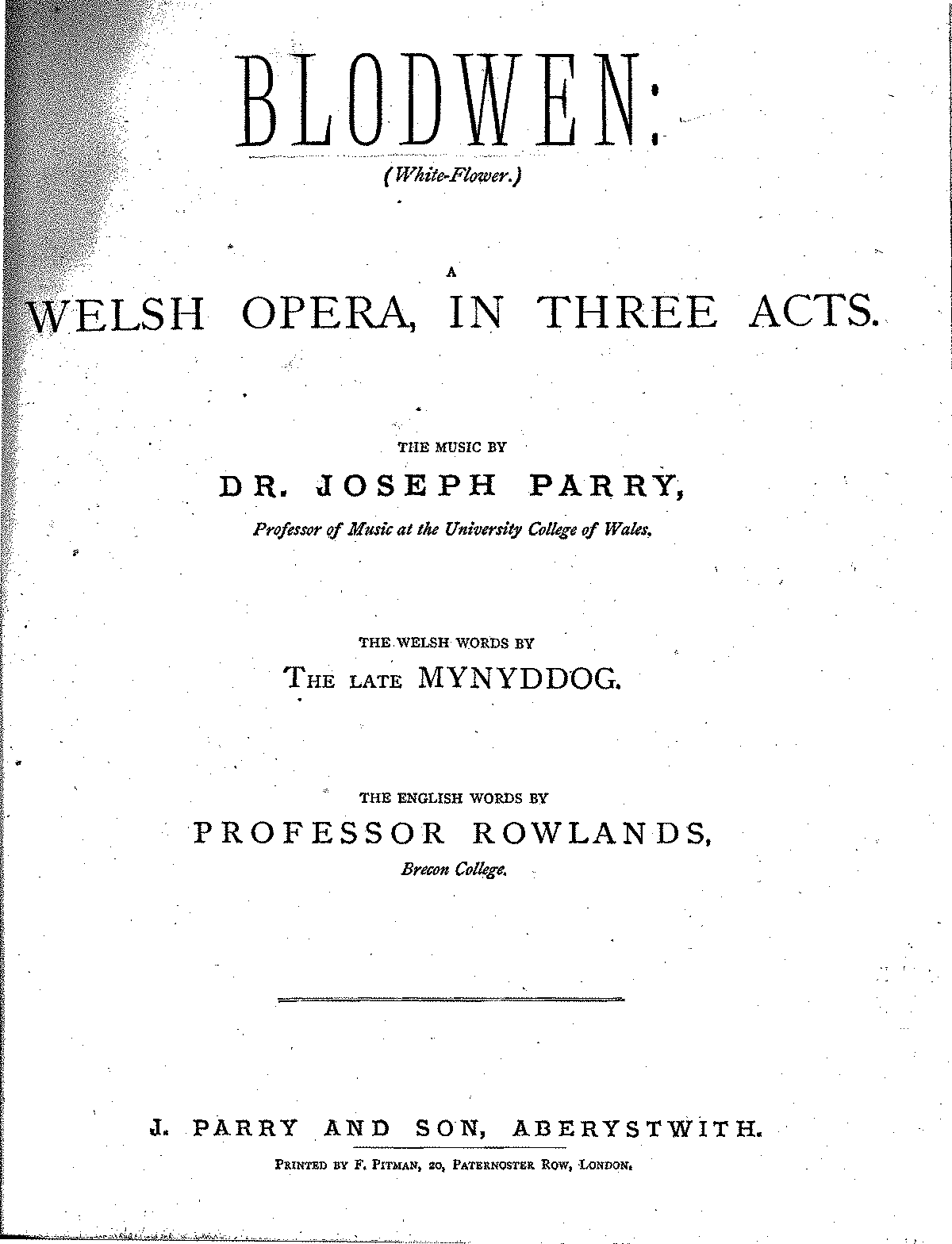
Frontespizio di Blodwen

L'opera di Parry, Blodwen, fu rappresentata per la prima volta nella Temperance Hall di Aberystwyth il 21 maggio 1878, sebbene Parry non l'abbia pubblicata fino al 1888, mentre era a Swansea. Questa era la prima opera scritta da un compositore gallese e anche la prima opera da cantare in gallese. L'opera, con il libretto scritto da Richard Davies, è ambientata durante il periodo della Rivolta gallese, l'ultimo tentativo da parte dei gallesi di preservare la loro indipendenza.
A quel tempo, pochissime persone in Galles avevano visto un'opera e non avevano idea di com'era. I programmi d'opera fornivano spiegazioni, in particolare che i cantanti indossavano costumi ma non recitavano. Quelli che erano membri delle chiese anticonformiste gallesi avevano bisogno di essere rassicurati sul fatto che non si trattava di uno spettacolo teatrale, in quanto la recitazione ed i teatri erano considerati con disprezzo quanto le taverne. Parry era cresciuto nella Cappella anticonformista di Annibynwyr e aderì ai principi della sua fede per tutta la sua vita. La maggior parte dei partecipanti alla prima esibizione di Blodwen erano studenti di musica di Parry; anche i suoi due figli maggiori facevano parte della produzione, suonando il piano e l'harmonium. Prima dello spettacolo Parry parlò al pubblico. Ripeté ciò che era stampato nei programmi: che i partecipanti non recitavano e spiegò a quelli che si erano riuniti cosa fosse un'opera. Nonostante questo, c'erano alcuni sacerdoti che non erano contenti.
Poco dopo la prima esibizione di Blodwen, una coppia locale chiamò la loro piccola figlia come l'eroina dell'opera. Non c'erano casi registrati di bambini che si chiamassero Blodwen fino a dopo la prima dell'opera di Parry. Le registrazioni mostrano la grande popolarità del nome per le ragazze e anche la popolarità di Howell, il nome dell'eroe, per i ragazzi. L'opera ebbe successo, con ulteriori 500 esibizioni in tutto il mondo nel 1896. Nonostante il successo di Aberystwyth e Myfanwy, Blodwen sembra che sia stato il lavoro più popolare di Parry durante la sua vita.

### Myfanwy
Mentre si penza che Parry sia stato l'unico creatore di questa ballata, era in realtà il lavoro di tre uomini. Ad un certo punto, Thomas Walter Price, poeta e giornalista, pubblicò un poema in inglese chiamato Arabella. Si ritiene che Parry abbia scritto la musica prima che le parole gallesi di Myfanwy fossero state scritte da Richard Davies. Il lavoro di Parry fu pubblicato nel 1875 e Parry vendette tutti i diritti della canzone a un editore per £ 12. La canzone fu rappresentata per la prima volta al primo concerto dell'Aberystwyth and University Musical Society il 28 maggio 1875, con Parry come direttore. Oggi rimane uno standard nel repertorio dei cori maschili gallesi.

### Te Deum
Edward-Rhys Harry ha ricostruito l'ambientazione del Te Deum di Parry tratto dal testo del Libro delle preghiere comuni. Il manoscritto è stato scoperto negli archivi della National Library of Wales. Parry scrisse il manoscritto nel 1863, mentre viveva a Danville. Harry scoprì il manoscritto mentre studiava le tradizioni corali in biblioteca. Lavorò un anno per trascrivere il manoscritto originale di Parry. La London Welsh Chorale tenne a battesimo il lavoro alla sua prima esecuzione mondiale sotto la guida di Harry nella chiesa di St Giles Cripplegate, Barbican, Londra, il 14 luglio 2012.

### Altri lavori
Parry era anche impegnato nell'editoria musicale. A partire dal 1861 fu un collaboratore regolare del materiale Tonico sol-fa per il giornale musicale gallese Y cerddor Cymreig. Il lavoro di Parry nel rendere accessibile Tonico sol-fa permise a tutti coloro che avevano un interesse nel lavoro corale di partecipare. Curò Cambrian Minstrelsie (Una collezione nazionale di canzoni gallesi) nel 1893. Scrisse anche il Dr Parry's Book of Songs, che era una raccolta di sue opere e scrisse Elfenau Cerddoriaeth ("Elementi di Musica"), un manuale gallese sulla teoria, nel 1888. Nel 1895 Parry stipulò un accordo con una casa editrice musicale americana, la John Church Company. La compagnia pubblicò alcune delle canzoni di Parry insieme a traduzioni inglesi di poesie di Heinrich Heine. Le traduzioni erano di lavori di poeti noti, tra cui James Thomson. Poiché è improbabile che Parry avesse familiarità con il lavoro di Heine, c'è la possibilità che fosse stato incaricato dalla compagnia di scrivere le canzoni durante un lungo viaggio negli Stati Uniti che aveva fatto l'anno prima.
Dopo essersi trasferito a Penarth, Parry si impegnò anche nel giornalismo, scrivendo regolarmente colonne per The Cardiff Times e The South Wales Weekly News. Scrisse anche qualcosa per The Western Mail. Nei suoi ultimi anni Parry scrisse un'autobiografia che è stata descritta come inaccurata; egli non pubblicò mai l'informazione. La Biblioteca Nazionale del Galles acquisì questo manoscritto nel 1935 da Edna Parry Waite, la figlia di Parry e del suo ultimo figlio sopravvissuto. La Biblioteca Nazionale pubblicò gli scritti di Parry come un libro bilingue, The Little Hero-the Autobiography of Joseph Parry nel 2004.

## Eredità

### Gran Bretagna
Nel 1947 un altro figlio di Merthyr Tydfil, Jack Jones, basò il suo romanzo, Off to Philadelphia in the Morning, sugli avvenimenti della vita di Joseph Parry. Nel 1978 il libro diventò un documentario in tre parti della BBC, con lo stesso titolo. Jones non presentò mai il libro altro se non come un'opera di fantasia; nonostante questo alcuni aspetti del romanzo furono fraintesi come fatti realmente accaduti.
Il centenario della morte di Parry è stato caratterizzato da un concerto all'aperto nel Parco Cyfarthfa di Merthyr Tydfil con esibizioni delle opere di Parry. Il concerto è stato registrato il 28 luglio 2002 dalla società di produzione televisiva gallese Avanti Media. È stato trasmesso dalla S4C il 17 febbraio 2003. Una trisnipote di Parry, che era una cantante d'opera professionista, era presente all'evento.
Un inno a Parry composto dal reverendo Robert David Thomas mentre viveva in Pennsylvania fu rappresentato per la prima volta in Galles per celebrare il centenario della morte del compositore. Non c'è nessuna registrazione dell'inno, "Cymry Glan Americ" che fu eseguito in Galles; non è certo se il lavoro, scritto il 1 gennaio 1872, sia mai stato eseguito in precedenza. Un parente del Rev. Thomas rintracciò la composizione e condivise le informazioni con Geraint Jones, il direttore della banda di ottoni di Trefor. Jones e la sua band eseguirono l'inno il 28 maggio 2002 a Pwllheli nel centenario del municipio.
Nel 2011 il direttore Edward-Rhys Harry supervisionò la revisione totale dell'oratorio di Parry Emmanuel, che fu eseguito da Cor Bro Ogwr e The British Sinfonietta, diretto da Harry, nel dicembre dello stesso anno. Nel maggio 2013 Emmanuel fu rappresentato negli Stati Uniti per la prima volta quando Harry e Côr Bro Ogwr si esibirono a New York e a Filadelfia.

### Il cottage di Parry

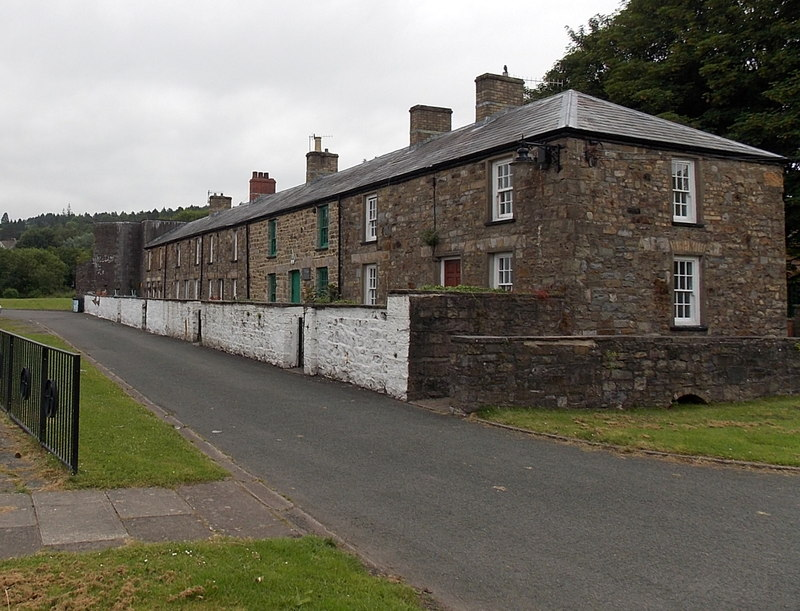
Chapel Row a Merthyr Tydfil. Il cottage di Parry è quello con una porta verde e finiture.

Il cottage al n. di 4 Chapel Row, a Merthyr Tydfil, dove nacque Parry, è ora aperto al pubblico come museo. La fila di cottage era collegata alla Cappella Bethesda, dove la famiglia assisteva ai servizi. Ci sono due camere da letto al piano superiore con la cucina e un'altra camera da letto al piano di sotto. La famiglia Parry visse qui con due inquilini fino a quando emigrò negli Stati Uniti nel 1854.
La cappella e i suoi cottage annessi furono destinati alla demolizione nel 1977; gli sforzi del consiglio locale e gli studenti della Cyfarthfa High School hanno salvato la fila del cottage, ma non la Cappella Bethesda. Nel 1979 il Merthyr Tydfil Heritage Trust aprì il cottage al pubblico. Le mostre furono installate al piano di sopra nel 1986 e il restauro del piano terra fu completato nel 1990. La casa di Parry fu ristrutturata nel 2016 con i fondi di una compagnia locale e fu riaperta al pubblico a partire da quello che sarebbe stato il 175º compleanno del compositore. La casa è ora parte della Cyfarthfa Heritage Area.

### Stati Uniti
Parry è ricordato con calore, in particolare nella chiesa presbiteriana di Mahoning, a Danville, dove aveva lavorato come organista e direttore di coro. Ogni volta che visitava gli Stati Uniti, Parry ritornava nella chiesa per suonare l'organo. La Susquehanna Valley Welsh Society tiene un Cymanfa Canu annuale in suo onore in quella chiesa la domenica più vicina al 21 maggio, giorno del suo compleanno. Nel 2007 il campanile della chiesa fu restaurato con l'aiuto della National Welsh American Foundation. La nuova dedica della chiesa si tenne il 21 maggio, il compleanno di Parry, appunto. Una targa fu collocata in una delle sue case a Danville; la comunità celebrò il centenario della sua morte al festival locale di Danville con un concerto commemorativo delle opere di Parry.

### Esplicative
1. ↑  Suo padre era del sud di Cardigan e sua madre di Kidwelly.[4] Solo cinque dei bambini di Parry sono sopravvissuti fino all'età adulta.[5]
2. ↑  Parry da piccolo era un membro del coro di Rosser Beynon e faceva parte del coro della sua chiesa a Danville.[7][8]
3. ↑  Parry fu coinvolto nella Massoneria mentre era a Danville; nel 1867 entrò a far parte della Mahoning Lodge n. 224.[17] La sua canzone del 1875, Ysgytwad y Llaw (La stretta di mano), sembra riconoscere la sua connessione con il movimento.[17] Nel 1876, entrò nell'Aberystwyth Lodge n. 1072 e divenne il loro organista. Dopo aver lasciato l'Aberystwyth University e aver aperto la propria scuola di musica, l'attività di Parry con la loggia si concluse; non ci sono registrazioni della sua attività di ripresa con nessuna delle logge a Swansea o Penarth.[17]
4. ↑  Bennett era interessato a questo giovane musicista poiché era stato giudice di una delle precedenti composizioni di Parry.[7]
5. ↑  Parry rimase in Galles per il resto della sua vita.[7]
6. ↑  Il rapporto tra Parry e il college era meno che armonioso. Il college sperava di produrre insegnanti di musica, non artisti. I viaggi di Parry in tutto il paese per concerti e altri interessi musicali al di fuori del college sembravano "un'ostentazione" ai responsabili. Si temeva anche, data la reputazione di Parry in Galles, che la maggior parte degli studenti di musica si candidassero solo per gli studi musicali, trasformando così l'università in una scuola di musica. Nel 1878 il college cercò di limitare le possibilità di Parry di esibirsi pubblicamente quando il college non era in sessione. Quando Parry accettò la posizione ad Aberystwyth, il suo reddito fu tagliato quasi a metà. Le richieste del college gli permettevano pochissime opportunità di compensare questa differenza con il lavoro concertistico.[5]
7. ↑  Il college in sé non aveva basi finanziarie stabili; era stato fondato con donazioni private e non riceveva denaro governativo in quel momento. Quando il college richiese una sovvenzione governativa, la richiesta fu respinta. Le lezioni non coprivano le spese operative e l'edificio del college doveva ancora essere completato nel 1877. L'anno successivo fu organizzato un bazar per raccogliere denaro per comprare un organo per il dipartimento musicale, poiché non c'era.[5][21][22]
8. ↑  Jane non parlava molto gallese: si dice che la madre di Parry fosse contraria al matrimonio proprio per questo. I Parry erano membri della locale cappella di Annibynwyr di lingua gallese. Il matrimonio avrebbe significato che suo figlio sarebbe d'ora in avanti stato parte della Chiesa Presbiteriana della Contea di Mahoning di lingua inglese.[5]
9. ↑  Il giovane Parry aveva 29 anni ed era professore di musica alla Guildhall School al momento della sua morte. Fu anche un compositore: il suo lavoro di maggior successo fu un'opera comica, Cigarette, rappresentata per la prima volta nel 1892.[40][42][43]
10. ↑  Fino all'apertura del cimitero di Penarth, il sagrato era l'unico luogo di sepoltura nella città; Christ Church, di cui Parry era membro, fu rasa al suolo nel 1989.[62]
11. ↑  Jane Parry morì a Penarth il 25 settembre 1918.[64]
12. ↑  Parry ha composto almeno 400 inni.[24]
13. ↑  Ai tempi di Parry, un editore pagava a un compositore una tariffa fissa concordata dalle due parti. Non c'erano pagamenti di royalties per copie vendute o per ogni esecuzione della composizione.[41]
14. ↑  I diritti di queste opere furono acquistati da Snell and Sons dalla National Library of Wales nel 1934.[71]
15. ↑  Gli esperti di Parry non sono d'accordo su quando la canzone sia stata scritta: se mentre Parry era l'organista della chiesa o durante i suoi primi anni.[68]
16. ↑  L'edificio della chiesa fu venduto all'inizio degli anni '80 e trasformato in ambulatorio medico e in un locale per una compagnia teatrale locale. Durante il rimodellamento, l'organo della chiesa fu messo in vendita, ma nessuno voleva comprarlo. Gli architetti decisero di lasciare l'organo nella sua posizione e costruire un muro di fronte ad esso; l'organo suonato da Parry fa ora parte del reparto di chirurgia.[73]A plaque in the surgery commemorates the event.[68]
17. ↑  In questa epoca le varie cappelle anticonformiste spesso presentavano versioni drammatizzate delle storie bibliche. La madre di Parry era una partecipante regolare alle presentazioni bibliche in chiesa.[7]
18. ↑  Non è noto quando o dove sia stato pubblicato per la prima volta Arabella.[79]
19. ↑  L'ispirazione di Davies per i testi potrebbe provenire da Myfanwy di Dinas Bran.[80]
20. ↑  Elizabeth Parry è la nipote di Joseph Haydn Parry. Aveva 81 anni al tempo. Mentre lei si ritirava dalle interpretazioni, Parry era ancora attivo nella produzione di opere.[95]

### Bibliografiche
1. 1 2 3 4 5 6 7 8 9 10  Sadie, 2005, p.286.
2. 1 2 3   Joseph Parry, su bbc.co.uk, BBC Wales, 18 novembre 2008. URL consultato il 10 maggio 2016.
3. ↑   Obituary, in The Eagle: A Magazine Support by Members of St. John's College, W. Metcalfe, 1903,  p. 367.
4. ↑   Dr. Parry and His Choir at Newport, Monmouthshire Merlin, 21 giugno 1878,  p. 5. URL consultato il 17 maggio 2016.
5. 1 2 3 4 5 6 7 8 9 10 11 12 13 14 15 16   Bott, Frank, Joseph Parry in Aberystwyth, su josephparry.org, 2012. URL consultato il 16 maggio 2016.
6. 1 2 3  Lee, 1912, p.73.
7. 1 2 3 4 5 6 7 8 9 10 11 12 13 14 15 16 17 18 19 20 21 22 23   The Late Dr. Joseph Parry, in The Musical Herald, J. Curwen & Sons, 1º marzo 1903,  pp. 67-69. URL consultato il 10 maggio 2016.
8. 1 2 3 4 5 6   Ambrose, Gwilym Prichard, Joseph Parry, su wbo.llgc.org.uk, National Biography of Wales. URL consultato il 10 maggio 2016.
9. 1 2 3  Rowlands, 2005, p.47.
10. 1 2 3 4 5 6   Dr Parry Is Dead, Danville, Pennsylvania, The Montour American, 18 febbraio 1903,  p. 1. URL consultato il 12 maggio 2016.
11. ↑  Sellwood, 2014, p.Chapel Row.
12. 1 2   Joseph Parry, su mahoningpresby.com, Mahoning Presbyterian Church. URL consultato il 12 maggio 2016 (archiviato dall'url originale il 10 giugno 2016).
13. ↑   Sylvester, Joe, Mahoning Presbyterian Church organ tells 134 years of stories, The Daily Item, 4 marzo 2016. URL consultato il 12 maggio 2016.
14. 1 2   John M. Price, in The Cambrian, T. J. Griffiths, March 1907,  pp. 139-140.
15. ↑  Un gorsedd plurale gorseddau, è una comunità o un incontro di bardi moderni. La parola è di origine gallese e significa "trono". È spesso scritto gorsedh in Cornovaglia e goursez in Bretagna, riflettendo rispettivamente l'ortografia nelle lingue della Cornovaglia e del Bretone.
16. 1 2   The Late Dr Joseph Parry, The Weekly News and Visitors' Chronicle for Colwyn Bay Colwyn Llandrillo Conway Deganwy and Neighbourhood, 20 febbraio 1903,  p. 6. URL consultato il 30 maggio 2016.
17. 1 2 3 4 5  Rowlands, 2005, p.45.
18. ↑   "Parry, Joseph (PRY870J)", su A Cambridge Alumni Database, University of Cambridge.
19. ↑   Distinguished Success of a Young American Welshman, The Emporia Weekly News, 1º settembre 1871,  p. 1. URL consultato il 24 maggio 2016. Ospitato su Newspapers.com.
20. 1 2   St. Augustine's, su parishofpenarthandllandough.co.uk, Parish of Penarth and Llandough. URL consultato il 10 maggio 2015.
21. ↑   The University College, The Cambrian News and Merionethshire Standard, 27 aprile 1877,  p. 5. URL consultato il 24 maggio 2016.
22. ↑   The University College Baraar, The Cambrian News and Merionethshire Standard, 21 giugno 1878,  p. 8. URL consultato il 24 maggio 2016.
23. ↑   The Tour of the Welsh Representative Choir, The Western Mail, 14 giugno 1878,  p. 3. URL consultato il 12 maggio 2016.
24. 1 2 3 4 5 6 7 8 9 10  Lee, 1912, p.74.
25. ↑  Evans, 1921, p.97.
26. ↑   Joseph Parry, su friendsofstaugustines.org, friends of st augustine. URL consultato il 13 maggio 2016.
27. ↑   Ebenezer Chapel, Swansea, su archiveswales.org.uk, Archives Wales. URL consultato il 13 maggio 2016 (archiviato dall'url originale l'11 giugno 2016).
28. 1 2  Sadie, 2005, p.287.
29. 1 2 3 4   Carradice, Phil, Joseph Parry: A Rags to Riches Story, su bbc.co.uk, BBC, 19 maggio 2011. URL consultato il 21 maggio 2016.
30. ↑   Christ Church Congregational Church, Penarth, su archiveswales.org.uk, Archives Wales-Glamorgan Archives. URL consultato il 21 maggio 2016 (archiviato dall'url originale il 25 giugno 2016).
31. ↑   Guildhall school of Music, The South Wales Daily Post, 16 maggio 1896,  p. 4. URL consultato il 26 maggio 2016.
32. ↑  Evans, 1921, pp.192-199.
33. ↑   Election of Sir Joseph Barnby's Successor, Evening Express, 5 giugno 1896,  p. 3. URL consultato il 26 maggio 2016.
34. 1 2   Joseph Parry, su mahoningpresby.com, Mahoning Presbyterian Church. URL consultato il 13 maggio 2016 (archiviato dall'url originale il 10 giugno 2016).
35. ↑   The Shake of the Hand by Joseph Parry, su loc.gov, Gomer Thomas, 1872. URL consultato il 13 maggio 2016.
36. ↑   Joseph Parry- Pencerdd America, su josephparry.org. URL consultato il 13 maggio 2016.
37. 1 2   Dr. Joseph Parry, The Western Mail, 18 giugno 1894,  p. 6. URL consultato il 24 maggio 2016.
38. ↑   Penarth-Illness of Dr. Joseph Parry's Youngest Son, The Weekly Mail, 2 aprile 1892,  p. 15. URL consultato il 22 maggio 2016.
39. ↑   Death of a Son of Dr Joseph Parry, The South Wales Star, 8 aprile 1892,  p. 8. URL consultato il 13 maggio 2016.
40. 1 2 3   Haydn Parry Dead, Evening Express, 29 marzo 1894,  p. 3. URL consultato il 13 maggio 2016.
41. 1 2 3 4 5 6 7 8 9   Bott, Frank, Publishing Joseph Parry's Music, su josephparry.org, 2013. URL consultato il 13 maggio 2016.
42. ↑   Parry, Joseph Haydn, Cigarette, su imslp.org, Robert Cocks & Co, 1893. URL consultato il 13 maggio 2016.
43. ↑   Death of Mr. J Haydn Parry, South Wales Daily News, 30 marzo 1894,  p. 6. URL consultato il 13 maggio 2016.
44. 1 2 3   Bott, Frank, Parry's 1894 American Tour, su josephparry.org. URL consultato il 24 maggio 2016.
45. ↑   A Grand Musical Concert, The Hazleton Sentinel, 23 agosto 1880,  p. 1. URL consultato il 24 maggio 2016. Ospitato su Newspapers.com.
46. ↑   Dr. Parry's Quartette Party, The Hazleton Sentinel, 31 agosto 1880,  p. 1. URL consultato il 24 maggio 2016. Ospitato su Newspapers.com.
47. 1 2   Dr. Joseph Parry, Salt Lake Herald, 16 luglio 1898,  p. 8. URL consultato il 22 maggio 2016. Ospitato su Newspapers.com.
48. ↑   Dr. Joseph Parry, South Wales Daily News, 6 agosto 1898,  p. 7. URL consultato il 24 maggio 2016.
49. ↑   Dr. Joseph Parry Home Again, South Wales Daily News, 25 ottobre 1898,  p. 6. URL consultato il 24 maggio 2016.
50. ↑   Maid of Cefn Ydfa, Evening Express, 22 dicembre 1902,  p. 2. URL consultato il 31 maggio 2016.
51. 1 2   Dr. Parry Memorial, Wilkes-Barre Record, 2 marzo 1903,  p. 8. URL consultato il 30 maggio 2016. Ospitato su Newspapers.com.
52. 1 2   Dr. Joseph Parry's Death, The Wilkes-Barre Record, 20 febbraio 1903,  p. 3. URL consultato il 22 maggio 2016. Ospitato su Newspapers.com.
53. ↑   Dr Joseph Parry and Welsh Music, South Wales Daily News, 3 aprile 1894,  p. 7. URL consultato il 23 maggio 2019 (archiviato dall'url originale il 19 ottobre 2018).
54. ↑   Lloyd, John Morgan, David Jenkins, su wbo.llgc.org.uk, Welsh Biography Online.
55. ↑   Interview With Sir Alexander Mackenzie, The North Wales Express, 27 febbraio 1903,  p. 5. URL consultato il 30 maggio 2016.
56. 1 2   Death of Dr. Joseph Parry, The Cambrian News and Merionethshire Standard, 20 febbraio 1903,  p. 6. URL consultato il 31 maggio 2016.
57. ↑   Funeral of Dr. Parry, Montour American, 12 marzo 1903,  p. 2. URL consultato il 31 maggio 2016. Ospitato su Newspapers.com.
58. ↑   The Late Dr. Joseph Parry, The Wilkes-Barre Record, 19 dicembre 1903,  p. 19. Ospitato su Newspapers.com.
59. ↑   The Late Dr Parry, Evening Express, 19 febbraio 1903,  p. 3. URL consultato il 1º giugno 2016.
60. ↑   Funeral of Dr. Joseph Parry, The North Wales Express, 27 febbraio 1903,  p. 5. URL consultato il 1º giugno 2016.
61. 1 2   Dr. Parry Laid to Rest, Wilkes-Barre Record, 11 marzo 1903,  p. 6. URL consultato il 1º giugno 2016. Ospitato su Newspapers.com.
62. ↑  Ings, 2016.
63. ↑   Dr. Parry Memorial, Barry Herald, 24 aprile 1903,  p. 4. URL consultato il 1º giugno 2016.
64. ↑   Dr. Parry's Widow Dead, The Cambria Daily Leader, 27 settembre 1918,  p. 1. URL consultato il 1º giugno 2016.
65. 1 2 3   McLaren, James, Joseph Parry's Te Deum: Premiere for lost composition, BBC News, 14 luglio 2012. URL consultato l'11 maggio 2016.
66. ↑   Publication of The Western Mail, The Cardiff Times, 10 giugno 1893,  p. 6. URL consultato il 22 maggio 2016.
67. ↑   Western Mail & Echo Ltd Records, su archiveswales.org.uk, Archives of Wales. URL consultato il 22 maggio 2016 (archiviato dall'url originale il 29 giugno 2016).
68. 1 2 3 4 5   Morgan, Sion, The Welsh hymn and the extraordinary history of Africa's favourite anthem, Wales Online, 26 marzo 2013. URL consultato il 13 maggio 2016.
69. ↑   Late Dr. Joseph Parry-Proposal to Purchase His Works, Weekly Mail, 4 luglio 1903,  p. 4. URL consultato il 10 maggio 2016.
70. ↑   Snell & Sons Collection of Music Manuscripts, su archiveswales.org.uk, National Library of Wales. URL consultato il 23 maggio 2016 (archiviato dall'url originale il 29 giugno 2016).
71. 1 2   Dr Joseph Parry Manuscripts, su archiveswales.org.uk, National Library of Wales. URL consultato il 28 maggio 2016 (archiviato dall'url originale il 7 agosto 2016).
72. ↑   Aberystwyth, su oxfordindex.oup.com, The Concise Oxford Dictionary of Music. URL consultato il 13 maggio 2016.
73. ↑  BBC, 2005, pp.1-15.
74. 1 2   Blodwen: The First Welsh Opera, The Aberystwyth Observer, 25 maggio 1878,  p. 4. URL consultato il 17 maggio 2016.
75. ↑   Blodwen: A Welsh Opera, The Aberystwyth Observer, 11 maggio 1878,  p. 8. URL consultato il 17 maggio 2016.
76. ↑   Blodwen, su josephparry.org. URL consultato il 21 maggio 2016.
77. ↑   The Pulpit and the Stage, The Western Mail, 17 giugno 1890,  p. 2. URL consultato il 16 maggio 2016.
78. ↑   Chapel and Stage, The Western Mail, 23 giugno 1890,  p. 6. URL consultato il 16 maggio 2016.
79. 1 2 3 4   Griffiths, Rhidian, Bott, Frank, The Birth of Myfanwy, Yr Aradr, the journal of Cymdeithas Dafydd ap Gwilym. URL consultato il 26 maggio 2016.
80. ↑   Myfanwy of Dinas Bran, su bbc.co.uk, BBC Wales. URL consultato il 27 maggio 2016.
81. ↑   Concern of the Aberystwyth and University Musical Society, The Aberstywyth Observer, 29 maggio 1875,  p. 4. URL consultato il 27 maggio 2016.
82. ↑   William Mathias 'St Teilo' & Joseph Parry 'Te Deum', su londonwelshchorale.org.uk, London Welsh Chorale. URL consultato l'11 maggio 2016 (archiviato dall'url originale il 23 aprile 2016).
83. ↑   Y cerddor Cymreig, su worldcat.org, WorldCat. URL consultato il 26 maggio 2016.
84. ↑  Morgan, 1981, p.20.
85. ↑   Parry, Joseph, Cambrian Minstrelsie, Grange, 1893. URL consultato il 12 maggio 2016.
86. ↑   Parry, Joseph, Dr Parry's Book of Songs, D. M. Parry, 1890. URL consultato il 12 maggio 2016.
87. ↑   Parry, Joseph, Y "Cambrian Series." Cyfres o lyfrau cerddorol addysgiadol ... Rhan 1. Theory. Elfenau cerddoriaeth, Duncan a'i Feibion, 1888. URL consultato il 12 maggio 2016.
88. 1 2   Joseph Parry Pencerdd America-books, su josephparry.org. URL consultato il 12 maggio 2016.
89. ↑   Rhys, Dulais (a cura di), The little hero : the autobiography of Joseph Parry = yr Arwr bach : hunangofiant Joseph Parry, National Library of Wales, 2004. URL consultato il 12 maggio 2016.
90. ↑   Jones, Jack, Off to Philadelphia in the Morning, H. Hamilton, 1947. URL consultato il 12 maggio 2016.
91. ↑   Off to Philadelphia in the Morning, su genome.ch.bbc.co.uk, BBC, 19 settembre 1978. URL consultato il 30 maggio 2016.
92. ↑   Off to Philadelphia in the Morning, su bfi.org.uk, BFI. URL consultato il 30 maggio 2016.
93. 1 2   Llewellyn, Carl, Memories of the open air centenary concert commemorating the death of Dr. Joseph Parry, su dowlaismalechoir.co.uk, Côr Meibion Dowlais Male Choir, 5 marzo 2015. URL consultato il 28 maggio 2016 (archiviato dall'url originale il 1º luglio 2016).
94. ↑   Avanti Media English home page, su avantimedia.tv, Avanti Media. URL consultato il 28 maggio 2016 (archiviato dall'url originale il 29 maggio 2016).
95. 1 2   Trainor, Tony, Parry's Musical Great Grand-Daughter to Join Centenary Events, Western Mail, 17 febbraio 2003. URL consultato l'11 giugno 2016. Ospitato su Questia (iscrizione richiesta).
96. ↑   Williams, Catrin, Arts: Parry's `Lost' Anthem Aired; MUSIC PREMIERE: Trefor Brass Band to Play American Work at Centenary Concert, Western Mail, 11 maggio 2002. URL consultato l'11 giugno 2016. Ospitato su Questia (iscrizione richiesta).
97. ↑   Edward-Rhys Harry, su edwardrhysharry.com, Edward-Rhys Harry.
98. ↑   About Edward-Rhys Harry, su edwardrhysharry.com, Edward-Rhys Harry, 2012. URL consultato il 22 maggio 2016 (archiviato dall'url originale il 20 maggio 2012).
99. 1 2   Edward-Rhys Harry, Musical Director, su londonwelshchorale.org.uk, The London Welsh Chorale. URL consultato il 22 maggio 2016 (archiviato dall'url originale il 23 aprile 2016).
100. ↑   Côr Bro Ogwr, of Brigend Wales, UK Is on tour in the United States, su philadelphiawelsh.org, The Welsh Society of Philadelphia, 6 settembre 2012. URL consultato il 22 maggio 2016 (archiviato dall'url originale il 22 maggio 2016).
101. ↑   Museums, Galleries and Joseph Parry's Cottage, su merthyr.gov.uk, Merthyr Tydfil County Borough Council. URL consultato il 12 maggio 2016.
102. ↑   Doors re-open to Merthyr home of Myfanwy composer, su itv.com, ITV News, 21 maggio 2016. URL consultato il 28 maggio 2016.
103. ↑   Joseph Parry's Cottage, su cyfarthfa.com, Cyfarthfa Park. URL consultato il 30 maggio 2016 (archiviato dall'url originale il 6 luglio 2017).
104. ↑   Heritage, su cyfarthfa.com, Cyfarthfa Park. URL consultato il 30 maggio 2016.
105. ↑   History, su mahoningpresby.com, Mahoning Presbyterian Church. URL consultato il 30 maggio 2016 (archiviato dall'url originale il 1º luglio 2016).
106. ↑   Dr Joseph Parry, Evening Express, 6 ottobre 1894,  p. 2. URL consultato il 1º giugno 2016.
107. ↑   Joseph Parry's Danville Church Restorations, su nwaf-cymru-wales.org, National Welsh American Foundation. URL consultato il 30 maggio 2016 (archiviato dall'url originale il 6 agosto 2016).